# Aliou Cissé
Aliou Cissé (Ziguinchor, 24 marzo 1976) è un allenatore di calcio ed ex calciatore senegalese, di ruolo difensore, attuale commissario tecnico della nazionale libica.

## Carriera

### Calciatore

#### Club
Nato a Ziguinchor, in Senegal, iniziò la propria carriera in Francia, nel Lilla, con cui esordì nel 1994. Nel 1997 si trasferì al Sedan e un anno dopo al Paris Saint-Germain, dove rimase tre anni. Fu vicecampione di Francia nel 1999-2000 e disputò alcune partite della UEFA Champions League 2000-2001. Nel 2001 fu girato in prestito al Montpellier.
Nel 2002, dopo l'exploit con la nazionale senegalese, si trasferì al Birmingham City. Esordì in Premier League in casa dell'Arsenal, partita in cui fu espulso. Il 26 settembre 2002 Cissé perse svariati membri della famiglia nel naufragio del traghetto Le Joola, avvenuto al largo delle coste del Gambia. Giocò sino al febbraio 2003, quando rimediò un infortunio che lo tenne lontano dai campi fino alla fine della stagione. Meno fortunata fu per lui la stagione 2003-2004, trascorsa ai margini della squadra allenata da Steve Bruce.
Nell'agosto 2004 si trasferì al Portsmouth per 300 000 sterline, firmando un contratto biennale. Nel 2006 tornò al Sedan, nelle cui file militò fino al 2008. Chiuse la carriera nel 2008-2009 al Nîmes, in Ligue 2.

#### Nazionale
Nel 2000 esordì con la nazionale senegalese, in cui militò sino al 2005. Fu capitano del Senegal che impressionò favorevolmente al campionato del mondo 2002, dove raggiunse i quarti di finale. Nello stesso anno aveva ottenuto insieme ai compagni il secondo posto in Coppa d'Africa, alle spalle del Camerun. In totale ha totalizzato 37 presenze in nazionale.

### Allenatore
Nel 2012 ha guidato il Senegal in coppia con Karim Séga Diouf. Dopo aver ricoperto il ruolo di assistente del CT del Senegal, ha assunto nuovamente le redini della nazionale A senegalese nel 2015. Ottenuta la qualificazione al mondiale di Russia 2018, ha debuttato con una vittoria contro la Polonia (2-1), ma il successivo pareggio (2-2) contro il Giappone e la sconfitta (1-0) nell'ultima partita contro la Colombia hanno causato l'eliminazione del Senegal al primo turno, per un maggiore numero di cartellini gialli e rossi rispetto ai nipponici. Nel 2019 ha portato la squadra al secondo posto nella Coppa d'Africa.
Nel 2022 ha condotto il Senegal alla vittoria della Coppa d'Africa, battendo ai rigori l'Egitto; e ottenuto la qualificazione al campionato del mondo 2022.
Al campionato del mondo 2022 Cissé è assieme a Walid Regragui (Marocco), Otto Addo (Ghana), Jalel Kadri (Tunisia) e Rigobert Song (Camerun) uno dei cinque allenatori africani alla guida delle rappresentative del continente: non era mai successo in precedenza che tutte le squadre africane a un Mondiale fossero guidate da tecnici non europei.
Il mondiale del Senegal è stato segnato dal passaggio del turno nel gruppo dei padroni di casa: la squadra di Cissé ha subito una sconfitta (0-2) all'esordio, contro i Paesi Bassi, poi con due vittorie contro i padroni di casa del Qatar (3-1) e l'Ecuador (2-1) ha portato i senegalesi per la seconda volta nella storia alla fase eliminazione diretta del mondiale, dove la squadra africana è stata sconfitta (0-3) ed eliminata dall'Inghilterra.
L'11 marzo 2025 viene nominato allenatore della nazionale libica.

## Statistiche

### Cronologia presenze e reti in nazionale
| Cronologia completa delle presenze e delle reti in nazionale ― Senegal | Cronologia completa delle presenze e delle reti in nazionale ― Senegal | Cronologia completa delle presenze e delle reti in nazionale ― Senegal | Cronologia completa delle presenze e delle reti in nazionale ― Senegal | Cronologia completa delle presenze e delle reti in nazionale ― Senegal | Cronologia completa delle presenze e delle reti in nazionale ― Senegal | Cronologia completa delle presenze e delle reti in nazionale ― Senegal | Cronologia completa delle presenze e delle reti in nazionale ― Senegal |
| Data                                                                   | Città                                                                  | In casa                                                                | Risultato                                                              | Ospiti                                                                 | Competizione                                                           | Reti                                                                   | Note                                                                   |
| ---------------------------------------------------------------------- | ---------------------------------------------------------------------- | ---------------------------------------------------------------------- | ---------------------------------------------------------------------- | ---------------------------------------------------------------------- | ---------------------------------------------------------------------- | ---------------------------------------------------------------------- | ---------------------------------------------------------------------- |
| 22-1-1995                                                              | Monrovia                                                               | Liberia                                                                | 1 – 1                                                                  | Senegal                                                                | Qual. Coppa d'Africa 1996                                              | -                                                                      |                                                                        |
| 7-4-1995                                                               | Nouakchott                                                             | Mauritania                                                             | 0 – 1                                                                  | Senegal                                                                | Qual. Coppa d'Africa 1996                                              | -                                                                      |                                                                        |
| 22-4-1995                                                              | Dakar                                                                  | Senegal                                                                | 5 – 1                                                                  | Togo                                                                   | Qual. Coppa d'Africa 1996                                              | -                                                                      |                                                                        |
| 9-7-2000                                                               | Dakar                                                                  | Senegal                                                                | 0 – 0                                                                  | Egitto                                                                 | Qual. Mondiali 2002                                                    | -                                                                      | 56’ 86’                                                                |
| 24-9-2000                                                              | Dakar                                                                  | Senegal                                                                | 0 – 0                                                                  | Togo                                                                   | Qual. Coppa d'Africa 2002                                              | -                                                                      |                                                                        |
| 13-1-2001                                                              | Kampala                                                                | Uganda                                                                 | 1 – 1                                                                  | Senegal                                                                | Qual. Coppa d'Africa 2002                                              | -                                                                      |                                                                        |
| 24-2-2001                                                              | Rabat                                                                  | Marocco                                                                | 0 – 0                                                                  | Senegal                                                                | Qual. Mondiali 2002                                                    | -                                                                      |                                                                        |
| 10-3-2001                                                              | Dakar                                                                  | Senegal                                                                | 4 – 0                                                                  | Namibia                                                                | Qual. Mondiali 2002                                                    | -                                                                      |                                                                        |
| 24-3-2001                                                              | Dakar                                                                  | Senegal                                                                | 3 – 0                                                                  | Uganda                                                                 | Qual. Mondiali 2002                                                    | -                                                                      |                                                                        |
| 21-4-2001                                                              | Dakar                                                                  | Senegal                                                                | 3 – 0                                                                  | Algeria                                                                | Qual. Mondiali 2002                                                    | -                                                                      | 66’                                                                    |
| 14-7-2001                                                              | Dakar                                                                  | Senegal                                                                | 1 – 0                                                                  | Marocco                                                                | Qual. Mondiali 2002                                                    | -                                                                      | 3’                                                                     |
| 21-7-2001                                                              | Windhoek                                                               | Namibia                                                                | 0 – 5                                                                  | Senegal                                                                | Qual. Mondiali 2002                                                    | -                                                                      |                                                                        |
| 30-12-2001                                                             | Dakar                                                                  | Senegal                                                                | 1 – 0                                                                  | Algeria                                                                | Amichevole                                                             | -                                                                      | Cap.                                                                   |
| 20-1-2002                                                              | Bamako                                                                 | Egitto                                                                 | 0 – 1                                                                  | Senegal                                                                | Coppa d'Africa 2002 - 1º turno                                         | -                                                                      |                                                                        |
| 26-1-2002                                                              | Bamako                                                                 | Zambia                                                                 | 0 – 1                                                                  | Senegal                                                                | Coppa d'Africa 2002 - 1º turno                                         | -                                                                      |                                                                        |
| 31-1-2002                                                              | Kayes                                                                  | Senegal                                                                | 0 – 0                                                                  | Tunisia                                                                | Coppa d'Africa 2002 - 1º turno                                         | -                                                                      | 46’                                                                    |
| 4-2-2002                                                               | Bamako                                                                 | Senegal                                                                | 2 – 0                                                                  | RD del Congo                                                           | Coppa d'Africa 2002 - Quarti di finale                                 | -                                                                      |                                                                        |
| 7-2-2002                                                               | Bamako                                                                 | Senegal                                                                | 2 – 1 dts                                                              | Nigeria                                                                | Coppa d'Africa 2002 - Semifinale                                       | -                                                                      |                                                                        |
| 10-2-2002                                                              | Bamako                                                                 | Senegal                                                                | 0 – 0 dts (2 – 3 dtr)                                                  | Camerun                                                                | Coppa d'Africa 2002 - Finale                                           | -                                                                      | 2º posto                                                               |
| 27-3-2002                                                              | Dakar                                                                  | Senegal                                                                | 2 – 1                                                                  | Bolivia                                                                | Amichevole                                                             | -                                                                      | 82’                                                                    |
| 14-5-2002                                                              | Riyad                                                                  | Arabia Saudita                                                         | 3 – 2                                                                  | Senegal                                                                | Amichevole                                                             | -                                                                      |                                                                        |
| 23-5-2002                                                              | Tottori                                                                | Senegal                                                                | 1 – 0                                                                  | Ecuador                                                                | Amichevole                                                             | -                                                                      |                                                                        |
| 31-5-2002                                                              | Seul                                                                   | Francia                                                                | 0 – 1                                                                  | Senegal                                                                | Mondiali 2002 - 1º turno                                               | -                                                                      | Cap. 51’                                                               |
| 11-6-2002                                                              | Suwon                                                                  | Senegal                                                                | 3 – 3                                                                  | Uruguay                                                                | Mondiali 2002 - 1º turno                                               | -                                                                      | Cap.                                                                   |
| 16-6-2002                                                              | Ōita                                                                   | Svezia                                                                 | 1 – 2 gg                                                               | Senegal                                                                | Mondiali 2002 - Ottavi di finale                                       | -                                                                      | Cap.                                                                   |
| 22-6-2002                                                              | Osaka                                                                  | Senegal                                                                | 0 – 1 gg                                                               | Turchia                                                                | Mondiali 2002 - Quarti di finale                                       | -                                                                      | Cap.                                                                   |
| 8-9-2002                                                               | Maseru                                                                 | Lesotho                                                                | 0 – 1                                                                  | Senegal                                                                | Qual. Coppa d'Africa 2004                                              | -                                                                      |                                                                        |
| 12-10-2002                                                             | Dakar                                                                  | Senegal                                                                | 2 – 2                                                                  | Nigeria                                                                | Amichevole                                                             | -                                                                      | Uscita                                                                 |
| 19-11-2002                                                             | Johannesburg                                                           | Sudafrica                                                              | 1 – 1 (4 – 1 dtr)                                                      | Senegal                                                                | Amichevole                                                             | -                                                                      |                                                                        |
| 15-11-2003                                                             | Dakar                                                                  | Senegal                                                                | 1 – 0                                                                  | Costa d'Avorio                                                         | Amichevole                                                             | -                                                                      |                                                                        |
| 18-1-2004                                                              | Dakar                                                                  | Senegal                                                                | 2 – 1                                                                  | Sudafrica                                                              | Amichevole                                                             | -                                                                      | 66’                                                                    |
| 26-1-2004                                                              | Tunisi                                                                 | Senegal                                                                | 0 – 0                                                                  | Burkina Faso                                                           | Coppa d'Africa 2004 - 1º turno                                         | -                                                                      | 70’                                                                    |
| 30-1-2004                                                              | Biserta                                                                | Senegal                                                                | 3 – 0                                                                  | Kenya                                                                  | Coppa d'Africa 2004 - 1º turno                                         | -                                                                      | 90+2’                                                                  |
| 7-2-2004                                                               | Radès                                                                  | Tunisia                                                                | 1 – 0                                                                  | Senegal                                                                | Coppa d'Africa 2004 - Quarti di finale                                 | -                                                                      |                                                                        |
| 5-6-2005                                                               | Brazzaville                                                            | Rep. del Congo                                                         | 0 – 0                                                                  | Senegal                                                                | Qual. Mondiali 2006                                                    | -                                                                      | 71’                                                                    |
| 18-6-2005                                                              | Dakar                                                                  | Senegal                                                                | 2 – 2                                                                  | Togo                                                                   | Qual. Mondiali 2006                                                    | -                                                                      | 76’                                                                    |
| 17-8-2005                                                              | Londra                                                                 | Ghana                                                                  | 0 – 0                                                                  | Senegal                                                                | Amichevole                                                             | -                                                                      | 46’                                                                    |
| 1-4-2009                                                               | Teheran                                                                | Iran                                                                   | 1 – 1                                                                  | Senegal                                                                | Amichevole                                                             | -                                                                      |                                                                        |
| Totale                                                                 |                                                                        | Presenze                                                               | 38                                                                     |                                                                        | Reti                                                                   | 0                                                                      |                                                                        |

### Statistiche da allenatore

#### Nazionale senegalese
Statistiche aggiornate al 7 settembre 2021.
| Squadra | Naz                | dal          | al             | Record | Record | Record | Record     | Record | Record | Record | Record |
| G       | V                  | N            | P              | GF     | GS     | DR     | % Vittorie |        |        |        |        |
| ------- | ------------------ | ------------ | -------------- | ------ | ------ | ------ | ---------- | ------ | ------ | ------ | ------ |
| Senegal | Senegal (bandiera) | 5 marzo 2015 | 2 ottobre 2024 | 108    | 68     | 28     | 12         | 166    | 62     | +104   | 62,96  |

#### Nazionale senegalese nel dettaglio
| 2015                 | Senegal        | Qual. Coppa d'Africa 2017 | 1º nel Gruppo K, qualificato                 | 2   | 2  | 0  | 0  | 100,00& | 5   | 1  | +4   |
| 2016                 | Senegal        | Qual. Coppa d'Africa 2017 | 1º nel Gruppo K, qualificato                 | 4   | 4  | 0  | 0  | 100,00& | 8   | 1  | +7   |
| 2016                 | Senegal        | Qual. Mondiale 2018       | 1º nel Gruppo E, qualificato                 | 4   | 2  | 1  | 1  | 50,00   | 8   | 4  | +4   |
| 2017                 | Senegal        | Qual. Mondiale 2018       | 1º nel Gruppo E, qualificato                 | 5   | 3  | 2  | 0  | 60,00   | 8   | 3  | +5   |
| Gen.-Feb. 2017       | Senegal        | Coppa d'Africa 2017       | Quarti di finale                             | 4   | 2  | 2  | 0  | 50,00   | 6   | 2  | +4   |
| Giu. 2017            | Senegal        | Qual. Coppa d'Africa 2019 | 1º nel Gruppo A, qualificato                 | 1   | 1  | 0  | 0  | 100,00& | 3   | 0  | +3   |
| Giu. 2018            | Senegal        | Mondiale 2018             | 3º nel Gruppo H                              | 3   | 1  | 1  | 1  | 33,33   | 4   | 4  | +0   |
| 2018-Mar. 2019       | Senegal        | Qual. Coppa d'Africa 2019 | 1º nel Gruppo A, qualificato                 | 5   | 4  | 1  | 0  | 80,00   | 9   | 2  | +7   |
| Giu.-Lug. 2019       | Senegal        | Coppa d'Africa 2019       | 2º                                           | 7   | 4  | 1  | 2  | 57,14   | 7   | 2  | +5   |
| Nov. 2019            | Senegal        | Qual. Coppa d'Africa 2021 | 1º nel Gruppo I, qualificato                 | 2   | 2  | 0  | 0  | 100,00& | 6   | 1  | +5   |
| Nov. 2020            | Senegal        | Qual. Coppa d'Africa 2021 | 1º nel Gruppo I, qualificato                 | 2   | 2  | 0  | 0  | 100,00& | 3   | 0  | +3   |
| Mar.2021             | Senegal        | Qual. Coppa d'Africa 2021 | 1º nel Gruppo I, qualificato                 | 2   | 0  | 2  | 0  | &0,00   | 1   | 1  | +0   |
| 2021                 | Senegal        | Qual. Mondiale 2022       | 1º nel Gruppo H, qualificato dopo i play off | 6   | 5  | 1  | 0  | 83,33   | 15  | 4  | +11  |
| mar. 2022 (spareggi) | Senegal        | Qual. Mondiale 2022       | 1º nel Gruppo H, qualificato dopo i play off | 2   | 1  | 0  | 1  | 50,00   | 1   | 1  | +0   |
| Gen.-feb. 2022       | Senegal        | Coppa d'Africa 2021       | Vincitore                                    | 7   | 4  | 3  | 0  | 57,14   | 9   | 2  | +7   |
| Giu. 2022            | Senegal        | Mondiale 2022             | Ottavi di finale                             | 4   | 2  | 0  | 2  | 50,00   | 5   | 7  | -2   |
| 2022                 | Senegal        | Qual. Coppa d'Africa 2023 | 1° nel gruppo L,qualificato                  | 2   | 2  | 0  | 0  | 100,00& | 4   | 1  | +3   |
| 2023                 | Senegal        | Qual. Coppa d'Africa 2023 | 1° nel gruppo L,qualificato                  | 4   | 2  | 2  | 0  | 50,00   | 8   | 3  | +5   |
| 2023                 | Senegal        | Qual. Mondiale 2026       | Esonerato durante la fase                    | 2   | 1  | 1  | 0  | 50,00   | 4   | 0  | +4   |
| 2024                 | Senegal        | Qual. Mondiale 2026       | Esonerato durante la fase                    | 2   | 1  | 1  | 0  | 50,00   | 2   | 1  | +1   |
| gen.-feb. 2024       | Senegal        | Coppa d'Africa 2023       | Ottavi di finale                             | 4   | 3  | 1  | 0  | 75,00   | 9   | 2  | +7   |
| set.-ott. 2024       | Senegal        | Qual. Coppa d'Africa 2025 | Esonerato durante la fase                    | 2   | 1  | 1  | 0  | 50,00   | 2   | 1  | +1   |
| Dal 2015 al 2024     | Senegal        | Amichevoli                |                                              | 30  | 16 | 9  | 5  | 53,33   | 39  | 19 | +20  |
| Totale Senegal       | Totale Senegal | Totale Senegal            | Totale Senegal                               | 108 | 68 | 28 | 12 | 62,96   | 166 | 62 | +104 |

#### Panchine da commissario tecnico della nazionale senegalese
| Cronologia completa delle presenze e delle reti in nazionale ― Senegal | Cronologia completa delle presenze e delle reti in nazionale ― Senegal | Cronologia completa delle presenze e delle reti in nazionale ― Senegal | Cronologia completa delle presenze e delle reti in nazionale ― Senegal | Cronologia completa delle presenze e delle reti in nazionale ― Senegal | Cronologia completa delle presenze e delle reti in nazionale ― Senegal | Cronologia completa delle presenze e delle reti in nazionale ― Senegal | Cronologia completa delle presenze e delle reti in nazionale ― Senegal |
| Data                                                                   | Città                                                                  | In casa                                                                | Risultato                                                              | Ospiti                                                                 | Competizione                                                           | Reti                                                                   | Note                                                                   |
| ---------------------------------------------------------------------- | ---------------------------------------------------------------------- | ---------------------------------------------------------------------- | ---------------------------------------------------------------------- | ---------------------------------------------------------------------- | ---------------------------------------------------------------------- | ---------------------------------------------------------------------- | ---------------------------------------------------------------------- |
| 29-2-2012                                                              | Durban                                                                 | Sudafrica                                                              | 0 – 0                                                                  | Senegal                                                                | Amichevole                                                             | -                                                                      |                                                                        |
| 28-3-2015                                                              | Le Havre                                                               | Ghana                                                                  | 1 – 2                                                                  | Senegal                                                                | Amichevole                                                             | 2 Moussa Konaté                                                        | Cap: L.Sanè                                                            |
| 13-6-2015                                                              | Dakar                                                                  | Senegal                                                                | 3 – 1                                                                  | Burundi                                                                | Qual. Coppa d'Africa 2017                                              | Moussa Konaté (rig.) Mame Diouf Sadio Mané                             | Cap: L.Sanè                                                            |
| 5-9-2015                                                               | Windhoek                                                               | Namibia                                                                | 0 – 2                                                                  | Senegal                                                                | Qual. Coppa d'Africa 2017                                              | Cheikhou Kouyaté Sadio Mané                                            | Cap: C.Kouyaté                                                         |
| 8-9-2015                                                               | Soweto                                                                 | Sudafrica                                                              | 1 – 0                                                                  | Senegal                                                                | Amichevole                                                             | -                                                                      |                                                                        |
| 13-10-2015                                                             | Blida                                                                  | Algeria                                                                | 1 – 0                                                                  | Senegal                                                                | Amichevole                                                             | -                                                                      | Cap: C.Kouyaté                                                         |
| 13-11-2015                                                             | Antananarivo                                                           | Madagascar                                                             | 2 – 2                                                                  | Senegal                                                                | Qual. Mondiali 2018                                                    | Mame Diouf Sadio Mané                                                  | Cap: C.Kouyaté                                                         |
| 17-11-2015                                                             | Dakar                                                                  | Senegal                                                                | 3 – 0                                                                  | Madagascar                                                             | Qual. Mondiali 2018                                                    | Cheikhou Kouyaté Moussa Konaté Mame Diouf                              | Cap: C.Kouyaté                                                         |
| 10-2-2016                                                              | Miami                                                                  | Messico                                                                | 2 – 0                                                                  | Senegal                                                                | Amichevole                                                             | -                                                                      |                                                                        |
| 26-3-2016                                                              | Dakar                                                                  | Senegal                                                                | 2 – 0                                                                  | Niger                                                                  | Qual. Coppa d'Africa 2017                                              | Mohamed Diamé Oumar Niasse                                             | Cap: C.Kouyaté                                                         |
| 29-3-2016                                                              | Niamey                                                                 | Niger                                                                  | 1 – 2                                                                  | Senegal                                                                | Qual. Coppa d'Africa 2017                                              | Moussa Konaté (rig.) Pape Souaré                                       | Cap: M.Diamé                                                           |
| 28-5-2016                                                              | Kigali                                                                 | Ruanda                                                                 | 0 – 2                                                                  | Senegal                                                                | Amichevole                                                             | Mame Diouf Younousse Sankharé                                          | Cap: C.Kouyaté                                                         |
| 4-6-2016                                                               | Bujumbura                                                              | Burundi                                                                | 0 – 2                                                                  | Senegal                                                                | Qual. Coppa d'Africa 2017                                              | Sadio Mané Mame Diouf                                                  | Cap: C.Kouyaté                                                         |
| 3-9-2016                                                               | Dakar                                                                  | Senegal                                                                | 2 – 0                                                                  | Namibia                                                                | Qual. Coppa d'Africa 2017                                              | Keita Baldé Famara Diédhiou (rig.)                                     | Cap: C.Kouyaté                                                         |
| 8-10-2016                                                              | Dakar                                                                  | Senegal                                                                | 2 – 0                                                                  | Capo Verde                                                             | Qual. Mondiali 2018                                                    | Keita Baldé Moussa Sow                                                 | Cap: C.Kouyaté                                                         |
| 12-11-2016                                                             | Durban                                                                 | Sudafrica                                                              | 2 – 1                                                                  | Senegal                                                                | Qual. Mondiali 2018                                                    | Cheikh N'Doye                                                          | Cap: C.Kouyaté                                                         |
| 8-1-2017                                                               | Brazzaville                                                            | Libia                                                                  | 1 – 2                                                                  | Senegal                                                                | Amichevole                                                             | Moussa Sow Ismaila Sarr                                                | Cap: K.Mbodj                                                           |
| 11-1-2017                                                              | Brazzaville                                                            | Rep. del Congo                                                         | 0 – 2                                                                  | Senegal                                                                | Amichevole                                                             | Keita Baldé Badou Ndiaye                                               | Cap: C.Kouyaté                                                         |
| 15-1-2017                                                              | Franceville                                                            | Tunisia                                                                | 0 – 2                                                                  | Senegal                                                                | Coppa d'Africa 2017 - 1º turno                                         | Sadio Mané (rig.) Kara Mbodj                                           | Cap: C.Kouyaté                                                         |
| 19-1-2017                                                              | Franceville                                                            | Senegal                                                                | 2 – 0                                                                  | Zimbabwe                                                               | Coppa d'Africa 2017 - 1º turno                                         | Sadio Mané Henri Saivet                                                | Cap: C.Kouyaté                                                         |
| 23-1-2017                                                              | Franceville                                                            | Senegal                                                                | 2 – 2                                                                  | Algeria                                                                | Coppa d'Africa 2017 - 1º turno                                         | Pape Diop Moussa Sow                                                   | Cap: K.Mbodj                                                           |
| 28-1-2017                                                              | Franceville                                                            | Senegal                                                                | 0 – 0 dts (4 - 5 dtr)                                                  | Camerun                                                                | Coppa d'Africa 2017 - Quarti di finale                                 | -                                                                      | Cap: C.Kouyaté                                                         |
| 23-3-2017                                                              | Londra                                                                 | Nigeria                                                                | 1 – 1                                                                  | Senegal                                                                | Amichevole                                                             | Moussa Sow                                                             | Cap: C.Kouyaté                                                         |
| 27-3-2017                                                              | Parigi                                                                 | Costa d'Avorio                                                         | 1 – 1                                                                  | Senegal                                                                | Amichevole                                                             | Sadio Mané (rig.)                                                      | Cap: K.Mbodj                                                           |
| 5-6-2017                                                               | Dakar                                                                  | Senegal                                                                | 0 – 0                                                                  | Uganda                                                                 | Amichevole                                                             | -                                                                      | Cap: K.Mbodj                                                           |
| 10-6-2017                                                              | Dakar                                                                  | Senegal                                                                | 3 – 0                                                                  | Guinea Equatoriale                                                     | Qual. Coppa d'Africa 2019                                              | 2 Moussa Sow Idrissa Gueye                                             | Cap: K.Mbodj                                                           |
| 2-9-2017                                                               | Dakar                                                                  | Senegal                                                                | 0 – 0                                                                  | Burkina Faso                                                           | Qual. Mondiali 2018                                                    | -                                                                      | Cap: K.Mbodj                                                           |
| 5-9-2017                                                               | Ouagadougou                                                            | Burkina Faso                                                           | 2 – 2                                                                  | Senegal                                                                | Qual. Mondiali 2018                                                    | Ismaila Sarr Sadio Mané                                                | Cap: C.Kouyaté                                                         |
| 7-10-2017                                                              | Praia                                                                  | Capo Verde                                                             | 0 – 2                                                                  | Senegal                                                                | Qual. Mondiali 2018                                                    | Diafra Sakho Cheikh N'Doye                                             | Cap: C.Kouyaté                                                         |
| 10-11-2017                                                             | Durban                                                                 | Sudafrica                                                              | 0 – 2                                                                  | Senegal                                                                | Qual. Mondiali 2018                                                    | Diafra Sakho autorete                                                  | Cap: C.Kouyaté                                                         |
| 14-11-2017                                                             | Dakar                                                                  | Senegal                                                                | 2 – 1                                                                  | Sudafrica                                                              | Qual. Mondiali 2018                                                    | Opa Nguette Kara Mbodj                                                 | Cap: C.Kouyaté                                                         |
| 23-3-2018                                                              | Kelantan                                                               | Senegal                                                                | 1 – 1                                                                  | Uzbekistan                                                             | Amichevole                                                             | Moussa Konaté                                                          | C.N'Doye                                                               |
| 27-3-2018                                                              | Le Havre                                                               | Bosnia ed Erzegovina                                                   | 0 – 0                                                                  | Senegal                                                                | Amichevole                                                             | -                                                                      |                                                                        |
| 31-5-2018                                                              | Lussemburgo                                                            | Lussemburgo                                                            | 0 – 0                                                                  | Senegal                                                                | Amichevole                                                             | -                                                                      | Cap: C.Kouyaté                                                         |
| 8-6-2018                                                               | Osijek                                                                 | Croazia                                                                | 2 – 1                                                                  | Senegal                                                                | Amichevole                                                             | Ismaila Sarr                                                           | Cap: S.Mané                                                            |
| 11-6-2018                                                              | Grodig                                                                 | Corea del Sud                                                          | 0 – 2                                                                  | Senegal                                                                | Amichevole                                                             | autorete Moussa Konaté (rig.)                                          | Cap: C.Kouyaté                                                         |
| 19-6-2018                                                              | Mosca                                                                  | Polonia                                                                | 1 – 2                                                                  | Senegal                                                                | Mondiali 2018 - 1º turno                                               | autorete M'Baye Niang                                                  | Cap: S.Mané                                                            |
| 24-6-2018                                                              | Yekaterinburg                                                          | Giappone                                                               | 2 – 2                                                                  | Senegal                                                                | Mondiali 2018 - 1º turno                                               | Sadio Mané Moussa Wagué                                                | Cap: S.Mané                                                            |
| 28-6-2018                                                              | Samara                                                                 | Senegal                                                                | 0 – 1                                                                  | Colombia                                                               | Mondiali 2018 - 1º turno                                               | -                                                                      | Cap: C.Kouyaté                                                         |
| 9-9-2018                                                               | Antananarivo                                                           | Madagascar                                                             | 2 – 2                                                                  | Senegal                                                                | Qual. Coppa d'Africa 2019                                              | Moussa Konaté Keita Baldé                                              | Cap: C.Kouyaté                                                         |
| 13-10-2018                                                             | Dakar                                                                  | Senegal                                                                | 3 – 0                                                                  | Sudan                                                                  | Qual. Coppa d'Africa 2019                                              | Pape Abou Cissé Idrissa Gueye M'Baye Niang                             | Cap: C.Kouyaté                                                         |
| 16-10-2018                                                             | Khartoum                                                               | Sudan                                                                  | 0 – 1                                                                  | Senegal                                                                | Qual. Coppa d'Africa 2019                                              | Sidy Sarr                                                              | Cap: C.Kouyaté                                                         |
| 17-11-2018                                                             | Bata                                                                   | Guinea Equatoriale                                                     | 0 – 1                                                                  | Senegal                                                                | Qual. Coppa d'Africa 2019                                              | autorete                                                               | Cap: C.Kouyaté                                                         |
| 23-3-2019                                                              | Thiès                                                                  | Senegal                                                                | 2 – 0                                                                  | Madagascar                                                             | Qual. Coppa d'Africa 2019                                              | 2 M'Baye Niang                                                         | Cap: S.Mané                                                            |
| 26-3-2019                                                              | Dakar                                                                  | Senegal                                                                | 2 – 1                                                                  | Mali                                                                   | Amichevole                                                             | Sadio Mané Moussa Konaté                                               | Cap: C.Kouyaté                                                         |
| 16-6-2019                                                              | Ismaïlia                                                               | Senegal                                                                | 1 – 0                                                                  | Nigeria                                                                | Amichevole                                                             | Idrissa Gueye                                                          | Cap: I.Gueye                                                           |
| 23-6-2019                                                              | Cairo                                                                  | Senegal                                                                | 2 – 0                                                                  | Tanzania                                                               | Coppa d'Africa 2019 - 1º turno                                         | Keita Baldé Krépin Diatta                                              | Cap: I.Gueye                                                           |
| 27-6-2019                                                              | Cairo                                                                  | Senegal                                                                | 0 – 1                                                                  | Algeria                                                                | Coppa d'Africa 2019 - 1º turno                                         | -                                                                      | Cap: C.Kouyaté                                                         |
| 1-7-2019                                                               | Cairo                                                                  | Kenya                                                                  | 0 – 3                                                                  | Senegal                                                                | Coppa d'Africa 2019 - 1º turno                                         | Ismaila Sarr 2 Sadio Mané 1 (rig.)                                     | Cap: C.Kouyaté                                                         |
| 5-7-2019                                                               | Cairo                                                                  | Uganda                                                                 | 0 – 1                                                                  | Senegal                                                                | Coppa d'Africa 2019 - Ottavi di finale                                 | Sadio Mané                                                             | Cap: C.Kouyaté                                                         |
| 10-7-2019                                                              | Cairo                                                                  | Senegal                                                                | 1 – 0                                                                  | Benin                                                                  | Coppa d'Africa 2019 - Quarti di finale                                 | Idrissa Gueye                                                          | Cap: C.Kouyaté                                                         |
| 14-7-2019                                                              | Cairo                                                                  | Senegal                                                                | 1 – 0 dts                                                              | Tunisia                                                                | Coppa d'Africa 2019 - Semifinale                                       | autorete                                                               | Cap: C. Kouyaté                                                        |
| 19-7-2019                                                              | Cairo                                                                  | Senegal                                                                | 0 – 1                                                                  | Algeria                                                                | Coppa d'Africa 2019 - Finale                                           | -                                                                      | Cap: C. Kouyaté                                                        |
| 10-10-2019                                                             | Singapore                                                              | Brasile                                                                | 1 – 1                                                                  | Senegal                                                                | Amichevole                                                             | Famara Diédhiou (rig.)                                                 | Cap: C. Kouyaté                                                        |
| 13-11-2019                                                             | Thiès                                                                  | Senegal                                                                | 2 – 0                                                                  | Rep. del Congo                                                         | Qual. Coppa d'Africa 2021                                              | Sidy Sarr Habib Diallo                                                 | Cap: K. Koulibaly                                                      |
| 17-11-2019                                                             | Manzini                                                                | eSwatini                                                               | 1 – 4                                                                  | Senegal                                                                | Qual. Coppa d'Africa 2021                                              | 3 Famara Diédhiou Badou Ndiaye                                         | Cap: K. Koulibaly                                                      |
| 9-10-2020                                                              | Rabat                                                                  | Marocco                                                                | 3 – 1                                                                  | Senegal                                                                | Amichevole                                                             | Ismaila Sarr (rig.)                                                    | Cap: S.Sané                                                            |
| 11-11-2020                                                             | Thiès                                                                  | Senegal                                                                | 2 – 0                                                                  | Guinea-Bissau                                                          | Qual. Coppa d'Africa 2021                                              | Sadio Mané (rig.) Opa Nguette                                          | Cap: K. Koulibaly                                                      |
| 15-11-2020                                                             | Bissau                                                                 | Guinea-Bissau                                                          | 0 – 1                                                                  | Senegal                                                                | Qual. Coppa d'Africa 2021                                              | Sadio Mané                                                             | Cap: K. Koulibaly                                                      |
| 26-3-2021                                                              | Brazzaville                                                            | Rep. del Congo                                                         | 0 – 0                                                                  | Senegal                                                                | Qual. Coppa d'Africa 2021                                              | -                                                                      | Cap: I. Gueye                                                          |
| 30-3-2021                                                              | Thiès                                                                  | Senegal                                                                | 1 – 1                                                                  | eSwatini                                                               | Qual. Coppa d'Africa 2021                                              | Cheikhou Kouyaté                                                       | Cap: C. Kouyaté                                                        |
| 5-6-2021                                                               | Thiès                                                                  | Senegal                                                                | 3 – 1                                                                  | Zambia                                                                 | Amichevole                                                             | Sadio Mané Krépin Diatta Ismaila Sarr                                  | Cap: K. Koulibaly                                                      |
| 8-6-2021                                                               | Thiès                                                                  | Senegal                                                                | 2 – 0                                                                  | Capo Verde                                                             | Amichevole                                                             | Idrissa Gueye Sadio Mané (rig.)                                        | Cap: K. Koulibaly                                                      |
| 1-9-2021                                                               | Thiès                                                                  | Senegal                                                                | 2 – 0                                                                  | Togo                                                                   | Qual. Mondiali 2022                                                    | Sadio Mané Abdou Diallo                                                | Cap: K. Koulibaly                                                      |
| 7-9-2021                                                               | Brazzaville                                                            | Rep. del Congo                                                         | 1 – 3                                                                  | Senegal                                                                | Qual. Mondiali 2022                                                    | Boulaye Dia Ismaila Sarr Sadio Mané (rig.)                             | Cap: K. Koulibaly                                                      |
| 9-10-2021                                                              | Thiès                                                                  | Senegal                                                                | 4 – 1                                                                  | Namibia                                                                | Qual. Mondiali 2022                                                    | Idrissa Gueye Famara Diedhiou Sadio Mané Keita Baldé                   | Cap: K. Koulibaly                                                      |
| 12-10-2021                                                             | Johannesburg                                                           | Namibia                                                                | 1 – 3                                                                  | Senegal                                                                | Qual. Mondiali 2022                                                    | 3 Famara Diedhiou                                                      | Cap: K. Koulibaly                                                      |
| 11-11-2021                                                             | Lomé                                                                   | Togo                                                                   | 1 – 1                                                                  | Senegal                                                                | Qual. Mondiali 2022                                                    | Habib Diallo                                                           | Cap: K. Koulibaly                                                      |
| 14-11-2021                                                             | Thiès                                                                  | Senegal                                                                | 2 – 0                                                                  | Rep. del Congo                                                         | Qual. Mondiali 2022                                                    | 2 Ismaila Sarr                                                         | Cap: K. Koulibaly                                                      |
| 10-1-2022                                                              | Bafoussam                                                              | Senegal                                                                | 1 – 0                                                                  | Zimbabwe                                                               | Coppa d'Africa 2021 - 1º turno                                         | Sadio Mané (rig.)                                                      | Cap: I. Gueye                                                          |
| 14-1-2022                                                              | Bafoussam                                                              | Senegal                                                                | 0 – 0                                                                  | Guinea                                                                 | Coppa d'Africa 2021 - 1º turno                                         | -                                                                      | Cap: S. Mané                                                           |
| 18-1-2022                                                              | Bafoussam                                                              | Malawi                                                                 | 0 – 0                                                                  | Senegal                                                                | Coppa d'Africa 2021 - 1º turno                                         | -                                                                      | Cap: K. Koulibaly                                                      |
| 25-1-2022                                                              | Bafoussam                                                              | Senegal                                                                | 2 – 0                                                                  | Capo Verde                                                             | Coppa d'Africa 2021 - Ottavi di finale                                 | Sadio Mané Bamba Dieng                                                 | Cap: K. Koulibaly                                                      |
| 30-1-2022                                                              | Yaoundé                                                                | Senegal                                                                | 3 – 1                                                                  | Guinea Equatoriale                                                     | Coppa d'Africa 2021 - Quarti di finale                                 | Famara Diédhiou Cheikhou Kouyaté Ismaila Sarr                          | Cap: K. Koulibaly                                                      |
| 2-2-2022                                                               | Yaoundé                                                                | Burkina Faso                                                           | 1 – 3                                                                  | Senegal                                                                | Coppa d'Africa 2021 - Semifinale                                       | Abdou Diallo Idrissa Gueye Sadio Mané                                  | Cap: K. Koulibaly                                                      |
| 6-2-2022                                                               | Yaoundé                                                                | Senegal                                                                | 0 – 0 dts (4 - 2 dtr)                                                  | Egitto                                                                 | Coppa d'Africa 2021 - Finale                                           | -                                                                      | Cap: K. Koulibaly                                                      |
| 25-3-2022                                                              | Il Cairo                                                               | Egitto                                                                 | 1 – 0                                                                  | Senegal                                                                | Qual. Mondiali 2022                                                    | -                                                                      | Cap: K. Koulibaly                                                      |
| 29-3-2022                                                              | Diamniadio                                                             | Senegal                                                                | 1 – 0 (3 - 1 dtr)                                                      | Egitto                                                                 | Qual. Mondiali 2022                                                    | Boulaye Dia                                                            | Cap: K. Koulibaly                                                      |
| 4-6-2022                                                               | Diamniadio                                                             | Senegal                                                                | 3 – 1                                                                  | Benin                                                                  | Qual. Coppa d'Africa 2023                                              | 3 Sadio Mané 2 (rig.)                                                  | Cap: K.Koulibaly                                                       |
| 7-6-2022                                                               | Diamniadio                                                             | Ruanda                                                                 | 0 – 1                                                                  | Senegal                                                                | Qual. Coppa d'Africa 2023                                              | Sadio Mané (rig.)                                                      | Cap: K.Koulibaly                                                       |
| 24-9-2022                                                              | Orléans                                                                | Bolivia                                                                | 0 – 2                                                                  | Senegal                                                                | Amichevole                                                             | Boulaye Dia Sadio Mané (rig.)                                          | Cap: K. Koulibaly                                                      |
| 27-9-2022                                                              | Maria Enzersdorf                                                       | Senegal                                                                | 1 – 1                                                                  | Iran                                                                   | Amichevole                                                             | autorete                                                               | Cap: K. Koulibaly                                                      |
| 21-11-2022                                                             | Doha                                                                   | Senegal                                                                | 0 – 2                                                                  | Paesi Bassi                                                            | Mondiali 2022 - 1º turno                                               | -                                                                      | Cap: K.Koulibaly                                                       |
| 25-11-2022                                                             | Doha                                                                   | Qatar                                                                  | 1 – 3                                                                  | Senegal                                                                | Mondiali 2022 - 1º turno                                               | Boulaye Dia Famara Diédhiou Bamba Dieng                                | Cap: K.Koulibaly                                                       |
| 29-11-2022                                                             | Doha                                                                   | Ecuador                                                                | 1 – 2                                                                  | Senegal                                                                | Mondiali 2022 - 1º turno                                               | Ismaila Sarr (rig.) Kalidou Koulibaly                                  | Cap: K.Koulibaly                                                       |
| 4-12-2022                                                              | Al Khor                                                                | Inghilterra                                                            | 3 – 0                                                                  | Senegal                                                                | Mondiali 2022 - Ottavi di finale                                       | -                                                                      | Cap: K.Koulibaly                                                       |
| 24-3-2023                                                              | Diamniadio                                                             | Senegal                                                                | 5 – 1                                                                  | Mozambico                                                              | Qual. Coppa d'Africa 2023                                              | Youssouf Sabaly Sadio Mané Iliman Ndiaye Boulaye Dia Habib Diallo      | Cap: K.Koulibaly                                                       |
| 28-3-2023                                                              | Maputo                                                                 | Mozambico                                                              | 0 – 1                                                                  | Senegal                                                                | Qual. Coppa d'Africa 2023                                              | Boulaye Dia                                                            | Cap: K.Koulibaly                                                       |
| 17-6-2023                                                              | Cotonou                                                                | Benin                                                                  | 1 – 1                                                                  | Senegal                                                                | Qual. Coppa d'Africa 2023                                              | Abdoulaye Seck                                                         | Cap: S. Mané                                                           |
| 20-6-2023                                                              | Lisbona                                                                | Brasile                                                                | 2 – 4                                                                  | Senegal                                                                | Amichevole                                                             | Habib Diallo autorete 2 Sadio Mané 1 (rig.)                            | Cap: K. Koulibaly                                                      |
| 9-9-2023                                                               | Diamniadio                                                             | Senegal                                                                | 1 – 1                                                                  | Ruanda                                                                 | Qual. Coppa d'Africa 2023                                              | Mamadou Lamine Camara                                                  | Cap: C. Ndiaye                                                         |
| 12-9-2023                                                              | Dakar                                                                  | Senegal                                                                | 0 – 1                                                                  | Algeria                                                                | Amichevole                                                             | -                                                                      | Cap: K. Koulibaly                                                      |
| 16-10-2023                                                             | Lens                                                                   | Senegal                                                                | 1 – 0                                                                  | Camerun                                                                | Amichevole                                                             | Sadio Mané (rig.)                                                      | Cap: K. Koulibaly                                                      |
| 18-11-2023                                                             | Diamniadio                                                             | Senegal                                                                | 4 – 0                                                                  | Sudan del Sud                                                          | Qual. Mondiali 2026                                                    | Pape Matar Sarr 2 Sadio Mané 1 (rig.) Lamine Camara                    | Cap: K. Koulibaly                                                      |
| 21-11-2023                                                             | Lomé                                                                   | Togo                                                                   | 0 – 0                                                                  | Senegal                                                                | Qual. Mondiali 2026                                                    | -                                                                      | Cap: K. Koulibaly                                                      |
| 8-1-2024                                                               | Diamniadio                                                             | Senegal                                                                | 1 – 0                                                                  | Niger                                                                  | Amichevole                                                             | Formose Mendy                                                          | Cap: K. Koulibaly                                                      |
| 15-1-2024                                                              | Yamoussoukro                                                           | Senegal                                                                | 3 – 0                                                                  | Gambia                                                                 | Coppa d'Africa 2023 - 1º turno                                         | Pape Gueye 2 Lamine Camara                                             | Cap: K. Koulibaly                                                      |
| 19-1-2024                                                              | Yamoussoukro                                                           | Senegal                                                                | 3 – 1                                                                  | Camerun                                                                | Coppa d'Africa 2023 - 1º turno                                         | Ismaila Sarr Habib Diallo Sadio Mané                                   | Cap: K. Koulibaly                                                      |
| 23-1-2024                                                              | Yamoussoukro                                                           | Guinea                                                                 | 0 – 2                                                                  | Senegal                                                                | Coppa d'Africa 2023 - 1º turno                                         | Abdoulaye Seck Iliman Ndiaye                                           | Cap: K. Koulibaly                                                      |
| 29-1-2024                                                              | Yamoussoukro                                                           | Senegal                                                                | 1 – 1 dts (4 - 5 dtr)                                                  | Costa d'Avorio                                                         | Coppa d'Africa 2023 - Ottavi di finale                                 | Habib Diallo                                                           | Cap: K. Koulibaly                                                      |
| 22-3-2024                                                              | Amiens                                                                 | Senegal                                                                | 3 – 0                                                                  | Gabon                                                                  | Amichevole                                                             | autorete Mikayil Faye Sadio Mané                                       | Cap: A.Seck                                                            |
| 26-3-2024                                                              | Amiens                                                                 | Senegal                                                                | 1 – 0                                                                  | Benin                                                                  | Amichevole                                                             | Sadio Mané (rig.)                                                      | Cap: K. Koulibaly                                                      |
| 6-6-2024                                                               | Diamniadio                                                             | Senegal                                                                | 1 – 1                                                                  | RD del Congo                                                           | Qual. Mondiali 2026                                                    | Ismaila Sarr                                                           | Cap: K. Koulibaly                                                      |
| 9-6-2024                                                               | Nouakchott                                                             | Mauritania                                                             | 0 – 1                                                                  | Senegal                                                                | Qual. Mondiali 2026                                                    | Habib Diallo                                                           | Cap: K. Koulibaly                                                      |
| 6-9-2024                                                               | Diamniadio                                                             | Senegal                                                                | 1 – 1                                                                  | Burkina Faso                                                           | Qual. Coppa d'Africa 2025                                              | Sadio Mané                                                             | Cap: K. Koulibaly                                                      |
| 9-9-2024                                                               | Lilongwe                                                               | Burundi                                                                | 0 – 1                                                                  | Senegal                                                                | Qual. Coppa d'Africa 2025                                              | Ismaila Sarr (rig.)                                                    | Cap: K. Koulibaly                                                      |
| Totale                                                                 |                                                                        | Presenze                                                               | 108                                                                    |                                                                        | Reti                                                                   | 166                                                                    |                                                                        |

#### Panchine da commissario tecnico della nazionale libica
| Cronologia completa delle presenze e delle reti in nazionale ― Libia | Cronologia completa delle presenze e delle reti in nazionale ― Libia | Cronologia completa delle presenze e delle reti in nazionale ― Libia | Cronologia completa delle presenze e delle reti in nazionale ― Libia | Cronologia completa delle presenze e delle reti in nazionale ― Libia | Cronologia completa delle presenze e delle reti in nazionale ― Libia | Cronologia completa delle presenze e delle reti in nazionale ― Libia | Cronologia completa delle presenze e delle reti in nazionale ― Libia |
| Data                                                                 | Città                                                                | In casa                                                              | Risultato                                                            | Ospiti                                                               | Competizione                                                         | Reti                                                                 | Note                                                                 |
| -------------------------------------------------------------------- | -------------------------------------------------------------------- | -------------------------------------------------------------------- | -------------------------------------------------------------------- | -------------------------------------------------------------------- | -------------------------------------------------------------------- | -------------------------------------------------------------------- | -------------------------------------------------------------------- |
| 25-3-2025                                                            | Yaoundé                                                              | Camerun                                                              | 3 – 1                                                                | Libia                                                                | Qual. Mondiali 2026                                                  | E. El Maremi                                                         | Cap: Motasem Sabbou                                                  |
| Totale                                                               |                                                                      | Presenze                                                             | 1                                                                    |                                                                      | Reti                                                                 | 1                                                                    |                                                                      |

## Palmarès

### Giocatore
- Supercoppa francese: 1

PSG: 1998

### Allenatore
- Coppa d'Africa: 1

Coppa delle nazioni africane 2021